# Via Mozza
Via Mozza è una piccola strada del centro storico di Firenze, aperta, senza altro sfondo, su via de' Benci.

## Storia e descrizione
La strada appare come una sorta di cortile tra i palazzi Bardi Tempi e Fossi, infatti in antico era detta "piazzuola de' Nobili", dal nome di una famiglia che vi abitava. Sbucava sulla volta dei Tintori, ma con l'ampliamento del palazzo Bardi-Tempi fu "mozzata" e cambiò nome. 
Sulla cantonata della strada si nota uno stemma partito in marmo con l'arme degli Alberti (d'azzurro, a quattro catene d'argento moventi dai quattro angoli dello scudo e riunite in cuore per un anello dello stesso) e dei Mori Ubaldini (scaccato d'argento e di nero).
La numerazione stradale progressiva preunitaria aveva inizio da palazzo Vecchio (n.1) e terminava in via Mozza (n. 8025).

## Omonimia
L'attuale via Mozza non va confusa con l'ultimo tratto di via San Zanobi, verso via delle Ruote, che ebbe anticamente lo stesso nome. Lì ebbe una casa Michelangelo Buonarroti, acquistata dal Capitolo fiorentino, riedificata e affittata, che anni dopo fu utilizzata dallo scultore Battista Lorenzi.